# Colaspidema
Colaspidema — род жуков из подсемейства хризомелины семейства Листоеды.

## Систематика
Некоторые виды этого рода:
- Colaspidema atrum (Olivier, 1799)
- Colaspidema barbarum (Fabricius, 1801)
- Colaspidema dufouri (Perez, 1865)
- Colaspidema rufifrons (Olivier, 1807)
- Colaspidema signatipenne Guérin, 1844